# Kruisvest
De Kruisvest is een promenade en straat in Brugge.

## Beschrijving
Het gedeelte van de Brugse omwalling van 1297 dat tussen de Dampoort en de Kruispoort ligt, wordt de Kruisvest genoemd, naar de Kruispoort en naar de gemeente Sint-Kruis met wie ze de grens vormt.
Van de Kruispoort tot aan de Dampoort gaat het om een brede promenade boven op de vroegere vesting. Hierop staan vier oude molens, de Sint-Janshuismolen, de Koeleweimolen, de Bonne-Chièremolen, de Nieuwe Papegaai. De Sint-Janshuismolen en de Koeleweimolen zijn nog maalvaardig.
Daarnaast ligt een straat met zelfde naam, die loopt van de Kruispoort tot aan de Peterseliestraat en die voor een beperkt aantal huizen tot straat dient. Langs deze straat liggen ook de tuin van de Sint-Jorisgilde, de tuin en geboortehuis van Guido Gezelle, de tuinmuur van de Schuttersgilde van Sint-Sebastiaan.

## Buiten Kruisvest
Aan de overzijde van de gracht ligt de Buiten Kruisvest, onderdeel van de ring R30 rond de historische binnenstad. Ook deze baan loopt van de Kruispoort naar de Dampoort.

## Literatuur

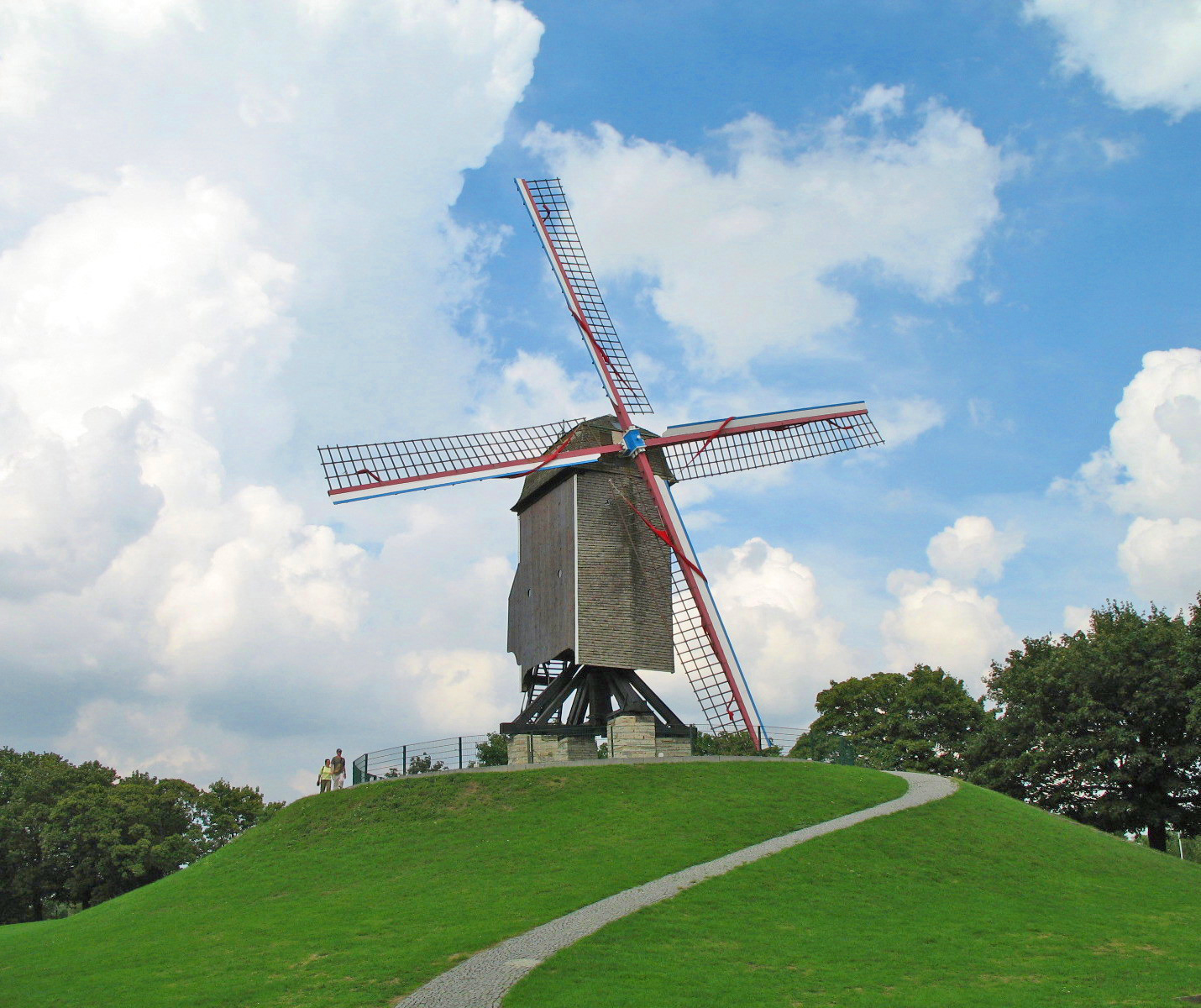
De Sint-Janshuismolen aan de Kruisvest
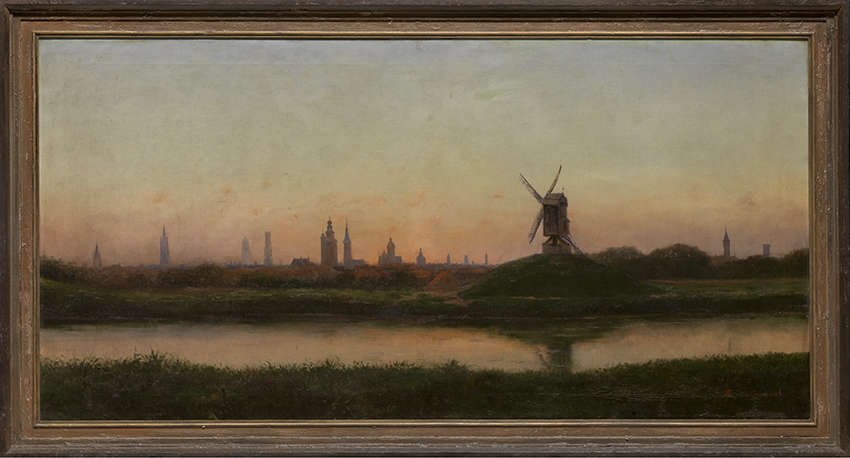
Gezicht op de Kruisvest, schilderij door Bruno De Simpel, 19de eeuw (Groeningemuseum).